# 沃洛德米里夫卡 (斯卡多夫斯克區)
46°7′18″N 32°39′1″E / 46.12167°N 32.65028°E
沃洛德米里夫卡（烏克蘭語：Володимирівка）是位於烏克蘭南部的村莊，由赫爾松州斯卡多夫斯克區的拉祖爾內市鎮負責管轄。該村始建於1902年，面積1.29平方公里，海拔高度2米，2001年人口881，人口密度每平方公里684人。